# Ballophilus pygmaeus
Ballophilus pygmaeus är en mångfotingart som beskrevs av Carl Attems 1953. Ballophilus pygmaeus ingår i släktet Ballophilus och familjen Ballophilidae.
Artens utbredningsområde är:
- Kambodja.
- Laos.
- Myanmar.
- Thailand.
- Vietnam.

Inga underarter finns listade i Catalogue of Life.